# Schwedenküche

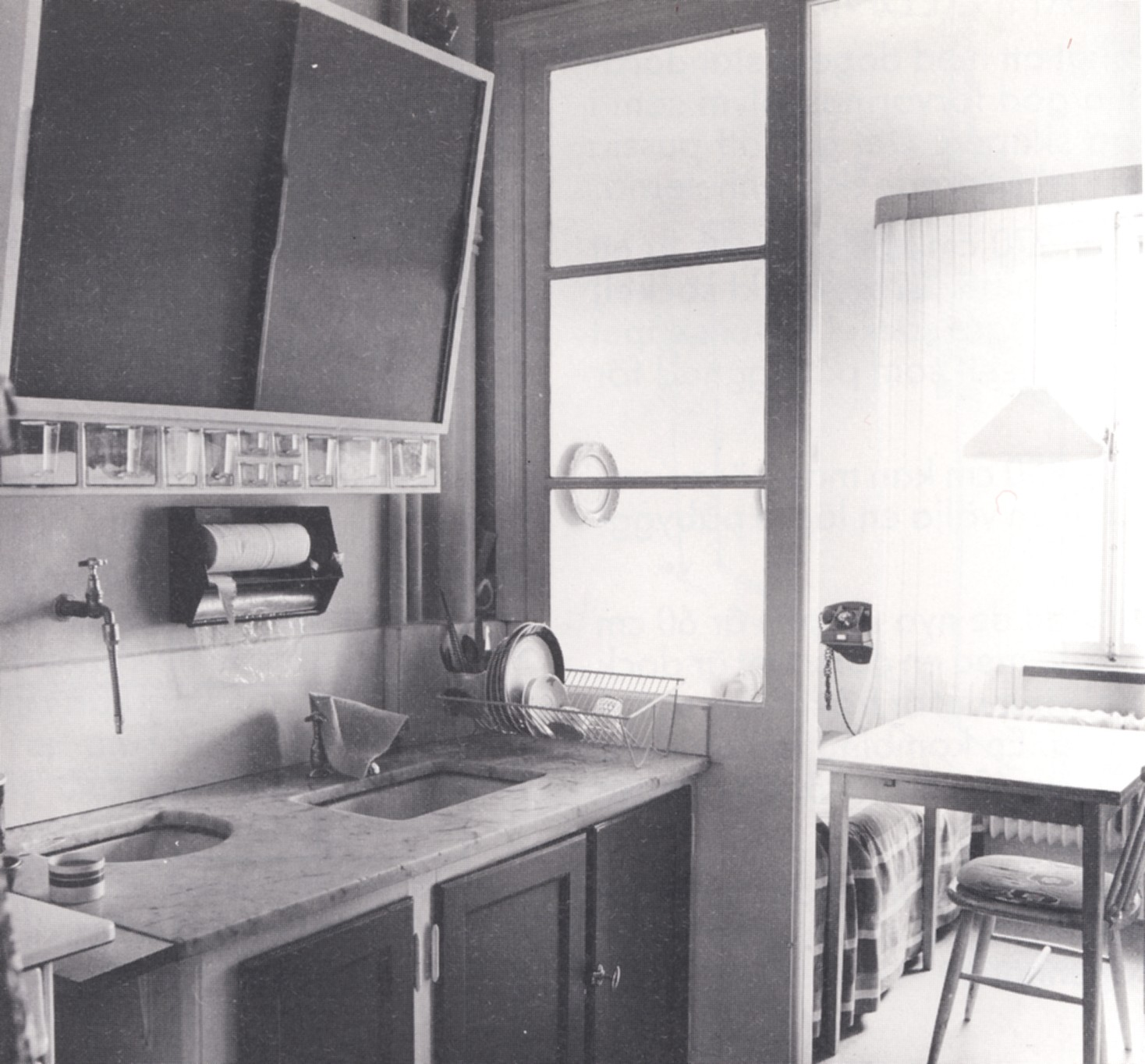
Eine Einbauküche der 1930er Jahre, hier noch mit Marmorspüle. Im Hintergrund die Essecke.

Die so genannte Schwedenküche ist eine Küche mit standardisierten Einbaumöbeln, auf die auch die Küchengeräte abgestimmt sind. Die Entwicklung der schwedischen Einbauküche begann in den 1930er Jahren, der erste Küchenstandard wurde 1950 beschlossen. 1997 wurde der schwedische Küchenstandard durch die Europäische Norm abgelöst.
Die Küche der 1920er und 1930er Jahre in innerstädtischen Wohnungen wurde ausschließlich von männlichen Architekten geplant. In Schweden gab es 1922 nur zwei weibliche Architekten. Eine der ersten Frauen, die sich ernsthaft mit der Küchenplanung in Schweden befassten, war Sara Reuterskiöld. Sie skizzierte eine funktionale, durchdachte Küche für die Ausstellung Bygge och Bo (Bauen und Wohnen) 1924 in Stockholm. Dabei hatte sie die Frankfurter Küche zum Vorbild, wie sie Margarete Schütte-Lihotzky ausgearbeitet hatte.
Auf der Stockholmer Ausstellung 1930 wurden verschiedene Küchen der Zukunft vorgestellt, darunter auch die Frankfurter Küche. Die ausstellenden Architekten wie Sven Markelius und Gunnar Asplund setzten voraus, dass in Zukunft die Industrie einen Großteil der Küchenarbeit übernehmen würde, und gestalteten daher die Küchen sehr klein. Im Prinzip sollte die Küche nur zum Aufwärmen vorfabrizierter Speisen dienen. Die Kritik war hart, besonders die der Hausfrauen. Die Debatte führte aber dazu, dass systematische Studien für die Küchenarbeit und die Gestaltung der Küche begannen.
Hyresgästernas sparkasse- och byggnadsförening (HSB), eine genossenschaftliche Wohnungsbaugesellschaft, war die erste, die schon in den 1920er Jahren Einbaumöbel für Küchen industriell anfertigen ließ, ab 1938 kamen die Möbel sogar fertig lackiert auf die Baustelle. Während der 1930er Jahre wurden unterschiedliche Musterküchen erarbeitet, aber es gab noch keinen einheitlichen Standard.

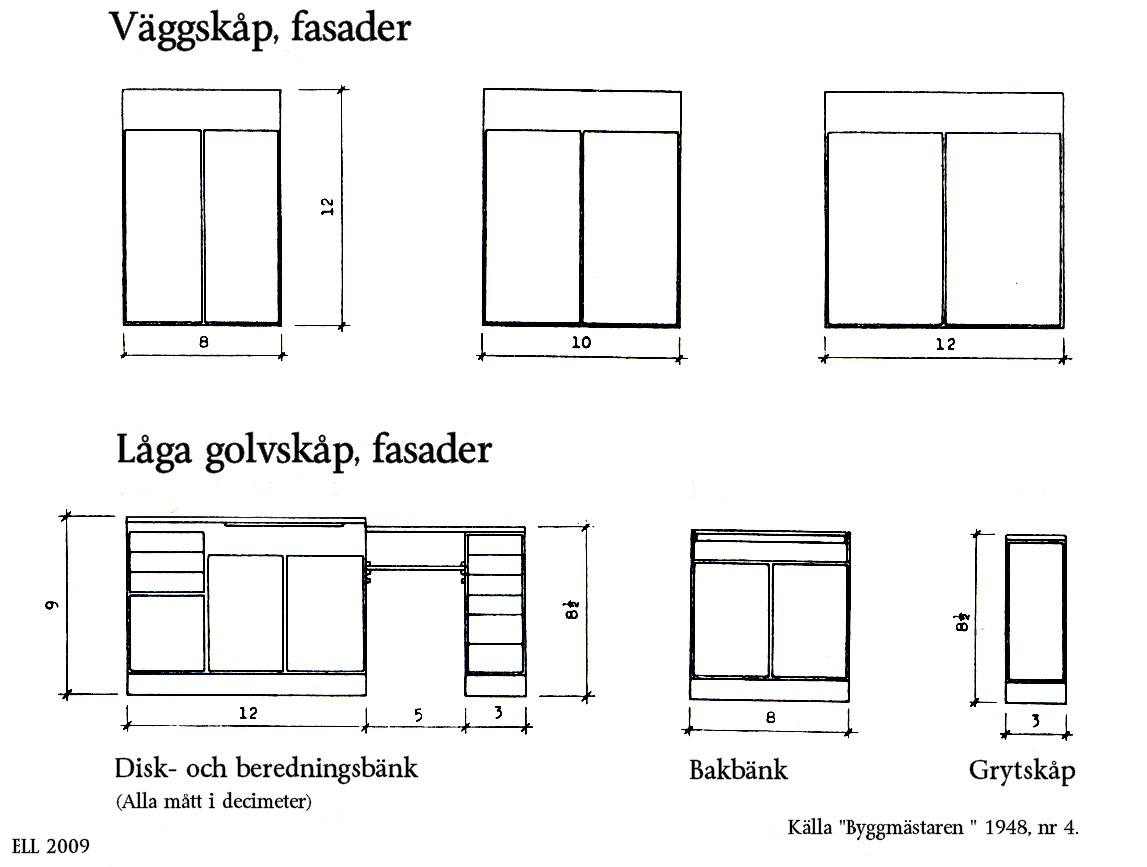
Schwedens erster Küchenstandard von 1950, einige Beispiele für Wand- und Unterschränke.

Anfangs wurden die Einbauküchen weitgehend noch von Tischlern „vor Ort“ zusammengebaut. Mit dem Zustandekommen längerer Serien im Wohnungsbau wurde es interessant und wirtschaftlich, Bauteile wie Treppen, Badezimmer und Küchen zu vereinheitlichen und industriell zu fertigen. So wurde in der Mitte der 1940er Jahre die moderne schwedische Einbauküche entwickelt. Der Grund war eine Untersuchung des Hemmets Forskningsinstitus (Das Forschungsinstitut des Heims) und die Initiative kam von der Svenska Slöjdföreningen und Svenska arkitekters Riksförbund (Reichsverband schwedischer Architekten).

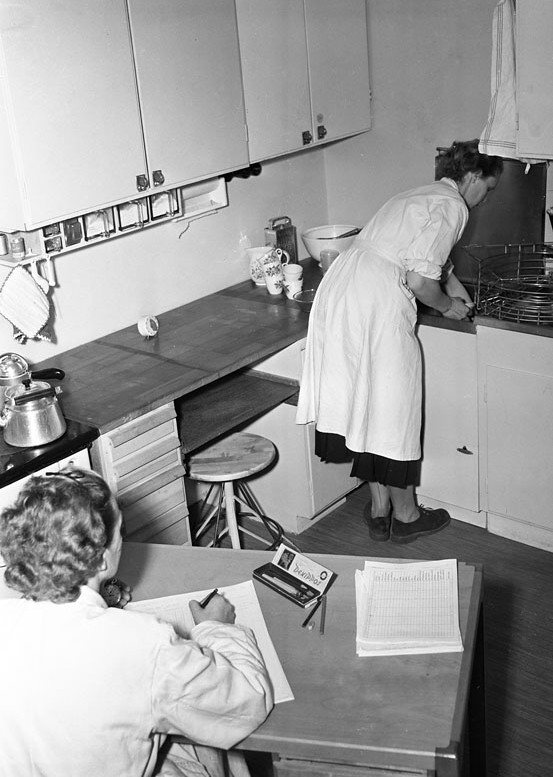
„Hemmets Forskningsinstitut“ beim Küchentest 1950.

Um eine optimal funktionierende Küche entwickeln zu können, wurde im Rahmen dieser Untersuchung beispielsweise genau gemessen, wie lange verschiedene Arbeitsmomente in der Küche dauerten, wie weit die Hausfrau zu gehen hatte und wie oft sie sich bücken oder strecken musste. Ebenso wurde untersucht, wie hoch die Arbeitsfläche sein sollte und wie Herd und Spüle im Verhältnis zur Arbeitsfläche angeordnet sein sollten.
Das Resultat waren einige Musterküchen, die beim Byggtjänst (Baudienst) zusammen mit Bauanleitungen und Ratschlägen ausgestellt wurden. Jede Küche war auch mit einer Essecke ausgestattet, oder mit einem kleinen Esszimmer, das gegebenenfalls als Schlafplatz genutzt werden konnte. 1948 wurde der erste Maß-Standard für schwedische Küchenmöbel und zwei Jahre später der erste Küchenstandard der schwedischen Standardisierungskommission SIS (heute Swedish Institute for Standards) vorgelegt. Die Vereinheitlichung im Wohnungsbau mit industriell gefertigten Bauteilen erregte aber auch Kritik, man sah eine Gefahr für das „gute Handwerk“.

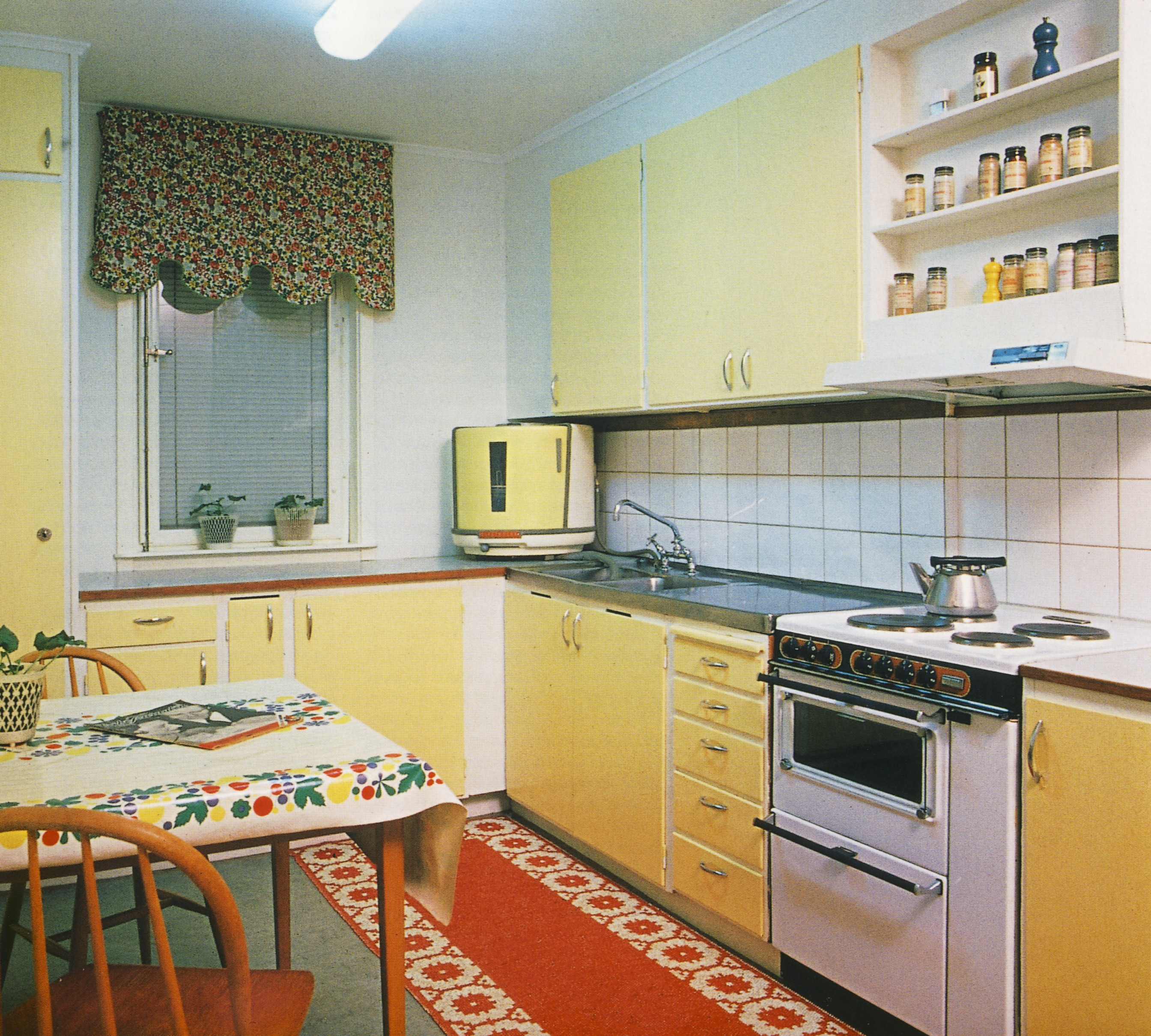
Eine Standard-Einbauküche der späten 1950er Jahre.

Im Jahr 1962 kam eine Anpassung und Modernisierung des ersten Standards und während der 1960er Jahre wurden die Abmessungen der Küchenmöbel erneut angepasst und 1970 von der SIS angenommen. Das bedeutete, dass Küchen-Bauteile nunmehr industriell in großen Serien angefertigt werden konnten und dass die Produkte verschiedener Hersteller zusammenpassten – eine wichtige Voraussetzung, um die hohen Anforderungen des Millionenprogrammes der 1960er und 1970er Jahre erfüllen zu können.
Das Grundmodul der Möbel baut auf einer Grundfläche von 60 cm × 60 cm, respektive 30 cm × 30 cm auf. Die Höhe der Arbeitsplatte wurde auf 90 cm festgelegt, die Tiefe der Unterschränke auf 60 cm und die der Wandschränke auf 30 cm. Das Grundmodul 60 cm × 60 cm × 90 cm (Länge × Breite × Höhe) passte auch auf die Küchengeräte, wie Herd, Spülmaschine und Kühlschrank.
In Schweden ist eine moderne Wohnung üblicherweise immer mit einer kompletten Küche ausgestattet. Wie die Küche auszustatten ist, wurde in einer Reihe von Anweisungen, der Normensammlung God bostad (Gute Wohnung), beschrieben. God bostad wurde von der Verwaltungsbehörde Bostadsstyrelsen während der Jahre 1964 bis 1976 herausgegeben und danach in die schwedischen Bauvorschriften eingearbeitet.
In der schwedischen Bauvorschrift von 1980 wurde mit Beispielen genau vorgeschrieben, welcher Ausrüstungs- und Einrichtungsstandard einer Küche (immer abhängig von der Wohnungsgröße) bei Neubauten oder bei Umbauten gut geheißen wurde. Die Vorschriften galten für privaten und kommunalen Wohnungsbau. Wer sich nicht daran hielt, bekam keine Baugenehmigung und keine vorteilhafte staatliche Baufinanzierung.